# Де Лаурентис, Луиджи
 Луи́джи Де Лауре́нтис (итал. Luigi De Laurentiis; 16 февраля 1917 — 30 марта 1992) — итальянский кинопродюсер, старший брат режиссёра и продюсера Дино Де Лаурентиса.

## Биография
Луиджи Де Лаурентис родился 16 февраля 1917 года в Торре-Аннунциате.
Старший брат знаменитого кинорежиссёра и продюсера Дино Де Лаурентиса. Отец продюсера Аурелио Де Лаурентиса.
Умер 30 марта 1992 года в Риме.

## Фильмография
- 1954 — Деревенские колокола
- 1973 — Невероятные приключения итальянцев в России (совместное производство — «Мосфильм» и «Продукционе Де Лаурентис»)
- 1977 — Я боюсь